# Brassinosteroider
Brassinosteroider (BRs eller sjældnere kaldet BS) er en klasse af polyhydroxysteroider, der er blevet anerkendt som en sjette klasse af plantehormoner og kan have anvendelighed som kræftmedicin til behandling af endokrin-responsive kræftformer ved at inducere apoptose af kræftceller og hæmme kræftvækst. Disse brassinosteroider blev først udforsket i 1970'erne, da Mitchell et al. rapporterede en forøgelse af stammeudstrækning og celledeling ved behandling af organiske ekstrakter af raps (Brassica napus) pollen. Brassinolide var den første brassinosteroid, der blev isoleret i 1979, da pollen fra Brassica napus viste sig at fremme stammeudstrækning og celledelinger, og det biologisk aktive molekyle blev isoleret. Udbyttet af brassinosteroider fra 230 kg Brassica napus pollen var kun 10 mg. Siden deres opdagelse er der blevet isoleret over 70 BR-forbindelser fra planter.

## Biosyntese
BR er biosyntetiseret fra campesterol. Biosyntesevejen blev opklaret af japanske forskere og senere vist at være korrekt gennem analysen af BR-biosyntesemutanter i Arabidopsis thaliana, tomater og ærter. Stederne for BR-syntese i planter er ikke blevet eksperimentelt påvist. En velunderstøttet hypotese er, at alle væv producerer BR'er, da BR-biosyntetiske og signaltransduktionsgener udtrykkes i en bred vifte af planteorganer, og kort afstands signalering for hormonernes aktivitet understøtter også dette. Eksperimenter har vist, at langdistance-transport er mulig, og at strømmen er fra basen til spidserne (akropetal), men det er ikke kendt, om denne bevægelse er biologisk relevant.

## Funktioner
BR'er er blevet vist at være involveret i talrige planteprocesser:
- Fremme af celleekspansion og celleforlængelse; arbejder sammen med auxiner for at gøre dette.[6]

- Det har en uklar rolle i celleopdeling og regenerering af celle-væggen.[6]

- Fremme af vaskulær differentiering; BR signaltransduktion er blevet undersøgt under vaskulær differentiering.[8]

- Er nødvendig for pollens udstrækning til pollenrør-dannelse.[9]

- Acceleration af aldring i døende vævs dyrkede celler; forsinket aldring hos BR-mutanter understøtter, at denne handling muligvis er biologisk relevant.[6]

- Kan give en vis beskyttelse til planter under kølings- og tørkestress.[6]

Ekstrakt fra planten Lychnis viscaria indeholder en relativt høj mængde af Brassinosteroider. Lychnis viscaria øger modstandsdygtigheden mod sygdomme hos omkringliggende planter.
24-Epibrassinolide (EBL), en brassinosteroid isoleret fra Aegle marmelos Correa (Rutaceae), blev yderligere evalueret for antigenotoksicitet mod maleinsyrehydrazid (MH)-induceret genotoksicitet i Allium cepa kromosomaberrationsforsøg. Det blev vist, at procentdelen af kromosomaberrationer induceret af maleinsyrehydrazid (0,01%) faldt betydeligt med 24-epibrassinolide-behandling.
Det er også blevet rapporteret, at BR'er har en række virkninger, når de påføres risfrø (Oryza sativa L.). Frø behandlet med BR'er viste sig at reducere den væksthæmmende virkning af saltstress. Når udviklede planters friske vægt blev analyseret, klarede de behandlede frø sig bedre end planter, der blev dyrket på salt- og ikke-saltmedium, men når den tørre vægt blev analyseret, klarede BR-behandlede frø kun sig bedre end ubehandlede planter, der blev dyrket på saltmedium.